# Cyperus baobab
Cyperus baobab är en halvgräsart som beskrevs av Kaare Arnstein Lye. Cyperus baobab ingår i släktet papyrusar, och familjen halvgräs. Inga underarter finns listade i Catalogue of Life.